# 가면 우울증
가면 우울증(假面憂鬱症, 영어: Masked depression)이란 우울한 기분이 마치 가면을 쓰고 있는 것처럼 겉으로 별로 드러나지 않는 우울증을 말한다. 표면적으로는 우울 증상이 나타나지 않지만 밑바탕의 원인이나 역동은 일반 우울증과 같으므로 가면 우울증이라고 한다. 가면 우울증은 우울감과 무력감이 잘 드러나지 않지만 식욕 부진, 가슴 두근거림, 피로감 따위의 신체화 증상이나 지나친 명랑함, 약물ㆍ알콜중독, 도박, 행동과잉, 가성치매 등으로 나타난다. 이 명칭은 1980년대까지 널리 쓰였으나, 현재 의학계에서 거의 쓰이지 않는다. ICD 10에서는 삽화로 분리한다.(NSO) 치료는 일반적 우울증과 크게 다르지 않다. 인지행동치료와 함께 항우울제‧항불안제를 이용한 약물치료, 상담치료 등을 진행한다. 1주일에 2~3회 외부활동과 운동을 병행하고, 충분한 수면을 취하는 생활습관 개선도 중요하다.

## 같이 보기
- 페르소나
- 착한아이 콤플렉스
- 방어기제
- 우울증
- 불안장애
- 분열성 인격 장애